# ★ジョージ★
★ジョージ★は、現役高校生によるアコースティックデュオ。2007年に解散した。

## メンバー
小早川 彩（こばやかわ あや）
1989年7月12日生まれ、広島県大竹市出身。AB型。
ボーカル&タンバリン担当。
好きな食べ物は、納豆巻き・うまい棒のチーズ。
現在は2013年に結成されたバンド「HEROES」のボーカルとして活動中。
尾山 翔（おやま しょう）
1989年5月5日生まれ、広島県広島市西区出身。O型。
ギター&ボーカル担当。

## 概要
- 広島に在住している広島県立広島観音高等学校の現役高校生であった。高校入学当初、バンドを組んでいた尾山は、女性ボーカルを探しており、席替えで自分の後ろの席になった小早川を誘った。当初4人編成のバンドでコピー曲が中心だったが、オリジナル曲を歌いたい2人が残った[1]。

- “★ジョージ★”のユニット名には、一応由来はある。ところがそれを言ってしまうと著作権に引っ掛かる事が判明したため明かせなくなってしまったと、アリスガーデンの広島FM公録にて小早川彩が語っていた。

- 広島平和記念公園の元安川護岸、元安橋のたもとでよく練習をしていた。

- ライブやイベントをする時に小さいダンボールの看板を持参しており、その看板に出会った人達のプリクラを貼っていくというキャンペーン活動をしていた。

- 2006年8月から路上ライブを開始し、9月2日からは金座街で毎月1・2回、土曜日の20:00から路上ライブを行っていた。徐々に人気が高まり、2007年3月24日のライブでは350人集まったが、集まりすぎたために今後は予告してからのライブはできなくなった。

- 2007年12月9日に解散を発表、2007年12月をもって解散した。解散に伴い、ポニーキャニオンのホームページ上にあった「★ジョージ★への扉」も閉鎖された。

## 経歴

### 2006年
- 6月 結成。当初は4人活動だったが、1人脱退。
- 7月29日ホームページ作成。
- 8月 広島市西区の広電西広島（己斐）駅で路上ライブデビュー。
- 8月2日 ホームページ開設。
- 8月4日 広島市中区の広島平和記念公園で路上ライブを行う。
- 9月2日 広島市中区の中心部、金座街で路上ライブを開始。

- 9月4日 1人脱退し、2人活動に。
- 10月 フジテレビ系「めざましどようび」の主題歌オーディション企画“めざうたコンペ”にエントリー。
  - この頃から毎週土曜日に行っている金座街の路上ライブに100人以上の観客が集まるようになる。
- 11月3日 愛媛県松山市で初の県外ライブを行う。
- 12月 自主制作CD「ゆびきり」を手売りで4ヶ月で1000枚完売（現在は入手困難）。東京渋谷で路上ライブ敢行。
- 12月 学生バンドバトル「冬の陣」で、オーディエンス賞、優秀賞をW受賞する。
- 12月 中国新聞に特集が掲載される。
- 12月 フジテレビ系「めざましどようび」の主題歌オーディション企画“めざうたコンペ・FINAL”で優勝、2007年1月〜3月の番組のテーマ曲に採用された。ポニーキャニオンより2007年3月7日に全国CD発売でメジャーデビューが決定する。

### 2007年
- 1月 元旦ライブを開催。
- 1月 広島FM「LIVE ON RADIO」で、初ラジオ出演。
- 1月8日 広島県大竹市の成人式でライブ、お笑い芸人の「笑い飯」と共演。
- 1月 広島テレビ「テレビ宣言」にて特集が放送。
- 1月 広島cave beのイベント「HIROSHIMAX」に出演。
- 1月 広島PARCO隣のアリスガーデンでライブ、200人の観客が集まる。
- 2月 毎週土曜日に行っている金座街の路上ライブに350人以上の観客が集まるようになる。
- 2月19日 広島FM「9ジラジ」に出演。
- 3月6日 中国新聞夕刊に特集が掲載。
- 3月7日 フジテレビ系「めざましどようび」の1月〜3月テーマ曲、「ゆびきり」でメジャーデビュー。HMV広島店でインストアライブを行う。広島FM「Vibe ON MUSIC!」、「9ジラジ」にも出演し、生演奏をする。
- 3月8日 RCCラジオ「秘密の音園」に出演。
- 3月10日 タワーレコード広島店でインストアライブを、アリスガーデンで広島FMの公開録音ライブを行う。
- 3月11日 RCC「ブルマン」に出演。
- 3月17日 フジテレビ系「めざましどようび」に生出演し、生演奏を行う。
- 3月21日 広島県安芸郡府中町の大型商業施設ダイヤモンドシティソレイユ（現イオンモール広島府中）でミニライブ&サイン会を行う。
- 3月25日 広島PARCO前でライブを行う。
- 3月27日 ニッポン放送「ミューコミ」に出演し、生演奏を行う。
- 3月 シングル「ゆびきり」がオリコン初登場136位を獲得し、タワーレコード広島店、9ジラジチャートでは第1位獲得。
- 3月 朝日新聞に特集が掲載。
- 3月 中国新聞のTV番組表「Cue（キュー）」に特集が掲載。
- 3月 魔法のiらんどヒットサイトに★ジョージ★のページが選ばれる。
- 4月1日 広島県庄原市のジョイフルナガエでライブを行う。
- 4月5日 広島市西区の大型商業施設アルパークでライブを行う。
- 4月14日 NHK-FM『サタデーホットリクエスト』に出演。
- 4月22日 広島市西区横川町にある横川商店街の「ふしぎ市」でライブを行う。
- 5月3日 ひろしまフラワーフェスティバルに出演し、広島平和記念公園のメインステージで演奏する。
- 5月5日 広島市中区立町にあるライブハウス「楽座（らくざ）」で初のワンマンライブ「飛翔」を開催。チケットは完売。
- 5月20日 広島市中区中心部のヤマダ電機テックランド広島中央本店でインストアライブを行う。
- 5月27日 広島県三次市の三次サングリーンにてライブを行う。
- 6月1日 広島市中区紙屋町の地下街シャレオ中央広場で「ゆかたできん祭（ゆかたできんさい）」広島FMの公開録音ライブを行う。
- 6月3日 とうかさんに基町クレドでライブを行う。
- 7月14日　広島県立美術館ロビーでサロン・コンサートを行う。まだアレンジ途中だった新曲「bond」を披露。
- 8月3日　三次市三良坂平和公園にて開催の「平和の集い」に出演。
- 8月19日　フジテレビお台場冒険王「めざうたライブ」に出演。
- 9月1日　サウンド・マリーナ2007に出演。
- 12月5日 広島FM開局25周年記念31時間番組「“LIVE”with you」内のミニライブに出演。ライブ後のトークには小早川彩のみ出演。
- 12月9日 HP上で解散することを発表。15日に予定された2ndワンマンライブ「彩り」は中止となった。
- 12月15日　2ndライブを行うはずだった「楽座」にて、先輩ストリートミュージシャン達のサポートを受けながら小早川彩が実質的な1stソロライブを行う。
- 12月31日　解散。

## ディスコグラフィ

### シングル
1. ゆびきり（2007年3月7日）
フジテレビ系「めざましどようび」主題歌（2007年1月〜3月期）
全国のCDショップで購入可能。広島では初回限定で★ジョージ★ステッカーがついてくる店舗がある。

### インディーズ

#### シングル
1. ゆびきり（2006年12月）
※入手困難。1000枚以上が完売した。

#### アルバム
1. 冬の陣（2006年）